# Magistral d'escacs Ciutat de Barcelona de 2009
El Magistral d'escacs Ciutat de Barcelona de 2009 fou un torneig d'escacs que va tenir lloc entre els dies 2 i 10 de novembre del 2009, jugat al Casino de Barcelona. El torneig va ser de categoria XIV, i es va fer pel sistema lliga d'una volta a nou rondes. L'MI català Daniel Alsina va ser el sorprenent i brillant campió del torneig amb 6,5 punts de 9.

## Classificació
|   | Jugador                     | Elo  | 1 | 2 | 3 | 4 | 5 | 6 | 7 | 8 | 9 | 10 | Punts |
| - | --------------------------- | ---- | - | - | - | - | - | - | - | - | - | -- | ----- |
| 1 | Daniel Alsina Leal          | 2523 | * | ½ | ½ | ½ | 1 | ½ | 1 | 1 | ½ | 1  | 6½    |
| 2 | Josep Manuel López Martínez | 2589 | ½ | * | 1 | ½ | 1 | ½ | ½ | ½ | ½ | ½  | 5½    |
| 3 | Jordi Magem Badals          | 2564 | ½ | 0 | * | ½ | ½ | ½ | ½ | 1 | 1 | 1  | 5½    |
| 4 | Marc Narciso Dublan         | 2510 | ½ | ½ | ½ | * | ½ | 1 | 0 | 0 | 1 | 1  | 5     |
| 9 | Aleksei Dréiev              | 2655 | 0 | 0 | ½ | ½ | * | 1 | ½ | 1 | 1 | ½  | 5     |
| 9 | Fernando Peralta            | 2557 | ½ | ½ | ½ | 0 | 0 | * | 1 | 1 | ½ | ½  | 4½    |
| 9 | Pàvel Tregúbov              | 2642 | 0 | ½ | ½ | 1 | ½ | 0 | * | 0 | ½ | 1  | 4     |
| 9 | Omar Almeida                | 2542 | 0 | ½ | 0 | 1 | 0 | 0 | 1 | * | ½ | ½  | 3½    |
| 9 | Ulf Andersson               | 2582 | ½ | ½ | 0 | 0 | 0 | ½ | ½ | ½ | * | 1  | 3½    |
| 9 | Alexandr Fier               | 2653 | 0 | ½ | 0 | 0 | ½ | ½ | 0 | ½ | 0 | *  | 2     |